# Liga esportiva
Uma liga esportiva (português brasileiro) ou liga desportiva (português europeu) é uma organização formada por um grupo de times ou atletas individuais para organizar competições uns contra os outros em um esporte específico. Na sua forma mais simples, pode ser formada por um grupo local de esportistas amadores que competem nos fins de semana; em sua forma mais complexa, pode ser criada para um esporte profissional, por vezes até mesmo possuir âmbito internacional, fazendo grandes quantidades de dinheiro e envolvendo dezenas de equipes e milhares de jogadores.
No Brasil, algumas ligas atuam, ora como organizadoras de competições, ora como clubes, formando equipes para participar de competições maiores à sua área geográfica de atuação, como por exemplo, a Liga Angrense, que organiza campeonatos de âmbito municipal em Angra dos Reis, também já disputou como clube o Campeonato Carioca de Basquete.
A NFL, que organiza o Super Bowl, é considerada a liga esportiva mais rica do mundo.

## Por país

### Brasil
No Brasil, as ligas esportivas são reguladas pelo Decreto Nº 7.984, de 8 de Abril de 2013, entre os artigos 12 e 14.

## Ligas carnavalescas

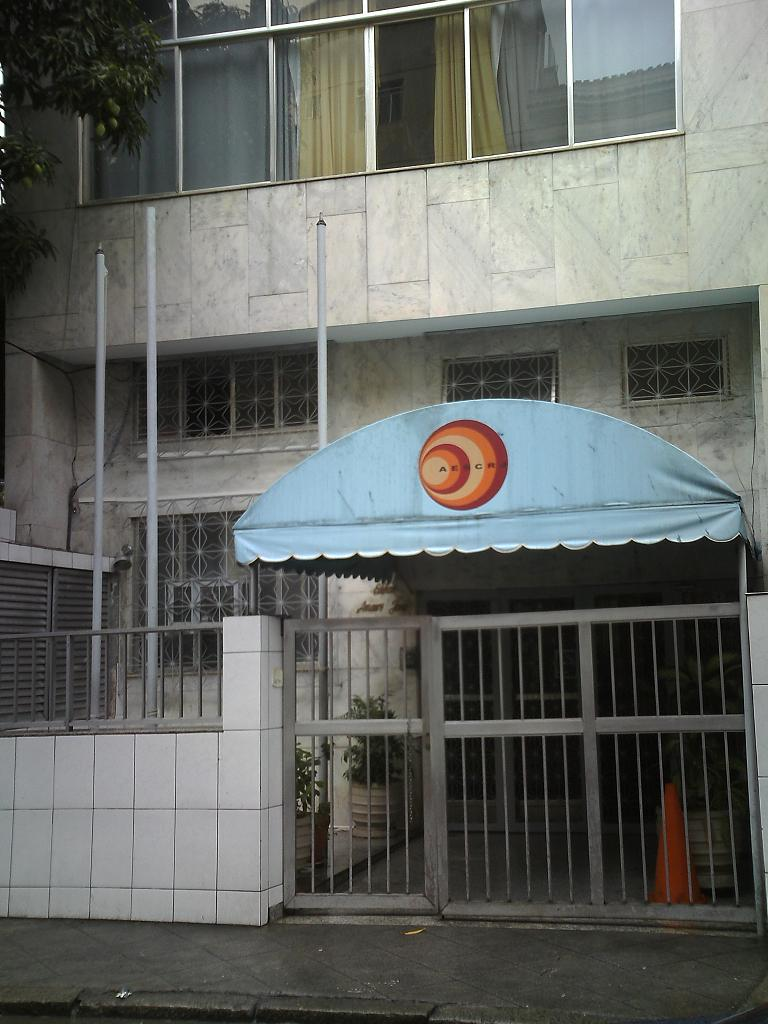
AESCRJ, antiga liga carnavalesca do Rio de Janeiro.

Embora o desfile de escola de samba não seja um esporte, as ligas carnavalescas podem ser consideradas ligas esportivas por equiparação, uma vez que existem ligas que cumprem para certames carnavalescos as mesmas funções das ligas esportivas, tais como a LIESA e no passado, a AESCRJ.

## Terminologia

### Sinônimos
Em muitos casos, as organizações que funcionam como ligas estão descritas utilizando um termo diferente, tal como associação, "conferência", "leaderboard", ou "series". Isto é especialmente comum em esportes individuais, embora o termo "liga" seja às vezes usado em esportes individuais amadores como de golfe.